# Ploërdut
Ploërdut é uma comuna francesa na região administrativa da Bretanha, no departamento Morbihan. Estende-se por uma área de 75,5 km². Em 2010 a comuna tinha 1 239 habitantes (densidade: 16,4 hab./km²).